# Steel FM
Steel FM är en radiodistributör på Åland som började sina sändningar 15 november 2004. Företaget distribuerar flera kanaler; den egna kanalen Steel FM sänds på 95,9 MHz över fasta Åland. Steel FM sänder också Soft FM 107,2 och återutsänder Mix Megapol från Stockholm på 101,8 MHz. Steel FM samarbetade med MTG Radio fram till maj 2009, men samarbetet avslutades och ett nytt inleddes med radiokoncernen SBS Radio. Steel FM:s VD är Eva Karlström.

## Programledare
- André Karring
- Jacob Söderman
- Sanna Sjöblom
- Elise Åkerblom

## Tidigare programledare
- Peter "Boutros" Grönholm
- Donny Isaksson
- Mette
- Thord Sjöblom
- Håkan von Krusenstierna
- Robin Janson
- Julanda Lindholm
- Elvira Jansson

## Steel FM-Hjälpen
Steel FM-Hjälpen är ett årligt återkommande välgörenhetsevenemang på Åland som pågår under hela december och avslutas med en 84 timmar lång direktsändning den 28-31 december ifrån torget i Mariehamn som avslutas vid nyårsslaget. Alla medel som samlas in går oavkortat till ett välgörande ändamål. Inspirationen är tagen från Musikhjälpen i Sveriges Radio P3.
De insamlade pengarna kommer från auktioner, inbetalningar och insamling med bössor. Ett stort antal artister och lokala profiler deltar och arrangerar kringarrangemang under de 84 timmar som direktsändningen pågår.
Sändningen sker live från Torget i Mariehamn och sänds via radiostationen Steelfm, internet och som marksänd radio. Kritik har framförts om att konkurrerande lokala medier inte bevakar evenemanget tillräckligt.

### Historik
Initiativtagare till evenemanget var Fredrik Karlström. Första sändningen skedde 2017.
| År   | Ändamål                         | Resultat |
| ---- | ------------------------------- | -------- |
| 2017 | Rädda Barnens Barnfond          | €65.893  |
| 2018 | Folkhälsan                      | €82.782  |
| 2019 | Matbanken på Åland              | €61.597  |
| 2020 | Klubbhuset Pelaren              | €38.830  |
| 2021 | Ålands barnfond – Min stora dag |          |

### Covid-anpassad insamling 2020
I samband med att resultatet för 2019 års insamling tillkännagavs så meddelade SteelFM att de kommer upprepa SteelFM-Hjälpen även 2020 och att denna då också skulle utökas till 100 timmar sändningstid. På grund av Covid-19 så blev detta inte fallet och sändningen minskades istället till 24 timmar och sändningen skedde från Blomstringe - inte från Torget i Mariehamn. Det traditionsenliga nyårsruset med tillhörande insamling arrangerades i form av ett virtuellt lopp.